# 山名郡
- 令制国一覧 > 東海道 > 遠江国 > 山名郡
- 日本 > 中部地方 > 静岡県 > 山名郡

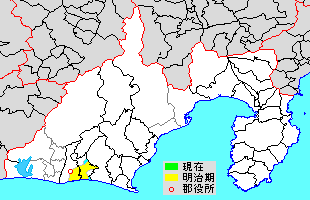
静岡県山名郡の範囲（水色：後に他郡から編入した区域）

山名郡（やまなぐん）は、静岡県（遠江国）にあった郡。

## 郡域
1879年（明治12年）に行政区画として発足した当時の郡域は、現在の行政区画では概ね以下の区域にあたる。磐田市・袋井市の住居表示実施地区の境界線は不詳。
- 磐田市（塩新田、南田伊兵衛新田、清庵新田、太郎馬新田、浜部、南田、大原、上大之郷、二之宮、二之宮東、鳥之瀬、西貝塚、岩井以東）
- 袋井市（東同笠・大野・中新田を除く国本、広岡、袋井、新屋、永楽町、川井、木原以南）

## 歴史

### 近代以降の沿革
- 「旧高旧領取調帳」に記載されている明治初年時点での支配は以下の通り。●は村内に寺社領が、○は寺社等の除地（領主から年貢免除の特権を与えられた土地）が存在。（1宿109村）

| 知行         | 知行                       | 村数     | 村名 |
| ------------ | -------------------------- | -------- | --- |
| 幕府領       | 幕府領                     | 1宿 10村 | 市蔵新田、●三ヶ野村、四間川新田、二ノ池新田、三ノ池新田、梅田村地先、●米丸村、●持広村、○新堀村、赤堀池新田、袋井宿、石原村 |
| 幕府領       | 旗本領                     | 41村     | ●弥太井村、●八幡村、●○小口市場村、●松袋井村、●○長溝村、太郎馬新田、●○長江村、●○鍬影村、岩井村、●稗原村、●東脇村、○南田村、●五十子村、●○湊村、●○戸場野村、●初越村、●西ヶ崎村、●岡山村、●松下村、●末永村、●浅羽一色村、●上諸井村、●下諸井村、●馬場村、●篠ヶ谷村、○一色村、孫左衛門新田村、●○堀越村、●○彦島村、●○土橋村、●西島村、●○玉越村、●下方丈村、●下貫名村、●上方丈村、●神長村、●赤尾村、小野田村、●○高部村、●北原川村、●久津部村 |
| 幕府領       | 幕府領・旗本領             | 8村      | ●○西貝塚村、●新貝村、●西ノ島村、●○大立野村、今浦新田、●○柴村、○新池村、●明ヶ島村 |
| 藩領         | 遠江横須賀藩               | 13村     | ●大和田村、●浜部村、●○福田村、●○二ノ宮村、●小島方村、松山村、東山村、●西同笠村、●太郎助村、松原村、●石野村、宝野新田、菩提新田 |
| 藩領         | 陸奥白河藩                 | 13村     | 宇兵衛新田、三ツ合新田、●小島村、●下太村、●上大之郷村、●下大之郷村、南田伊兵衛新田、上南田村、●蛭池村、塩新田村、●○和口村、●新出村、●○東新屋村 |
| 藩領         | 遠江掛川藩                 | 9村      | 中島村枝郷・庄内新田、○中島村、●中野村、○雁代村、○大島村、○善能寺村、袋井村、●不入斗村、谷坂新田 |
| 藩領         | 幕府領・掛川藩・遠江堀江藩 | 1村      | ○東貝塚村 |
| 幕府領・藩領 | 幕府領・旗本領・白河藩     | 1村      | ●○平民村 |
| 幕府領・藩領 | 旗本領・掛川藩             | 4村      | ●○川井村、●木原村、西田村、反所村 |
| 幕府領・藩領 | 旗本領・遠江横須賀藩       | 4村      | ●上貫名村、○下大原村、●上大原村、●○梅田村 |
| 幕府領・藩領 | 幕府領・白河藩             | 2村      | ●中村、●南島村 |
| その他       | 寺社領                     | 3村      | 沢村、○坊中村、貫名村 |

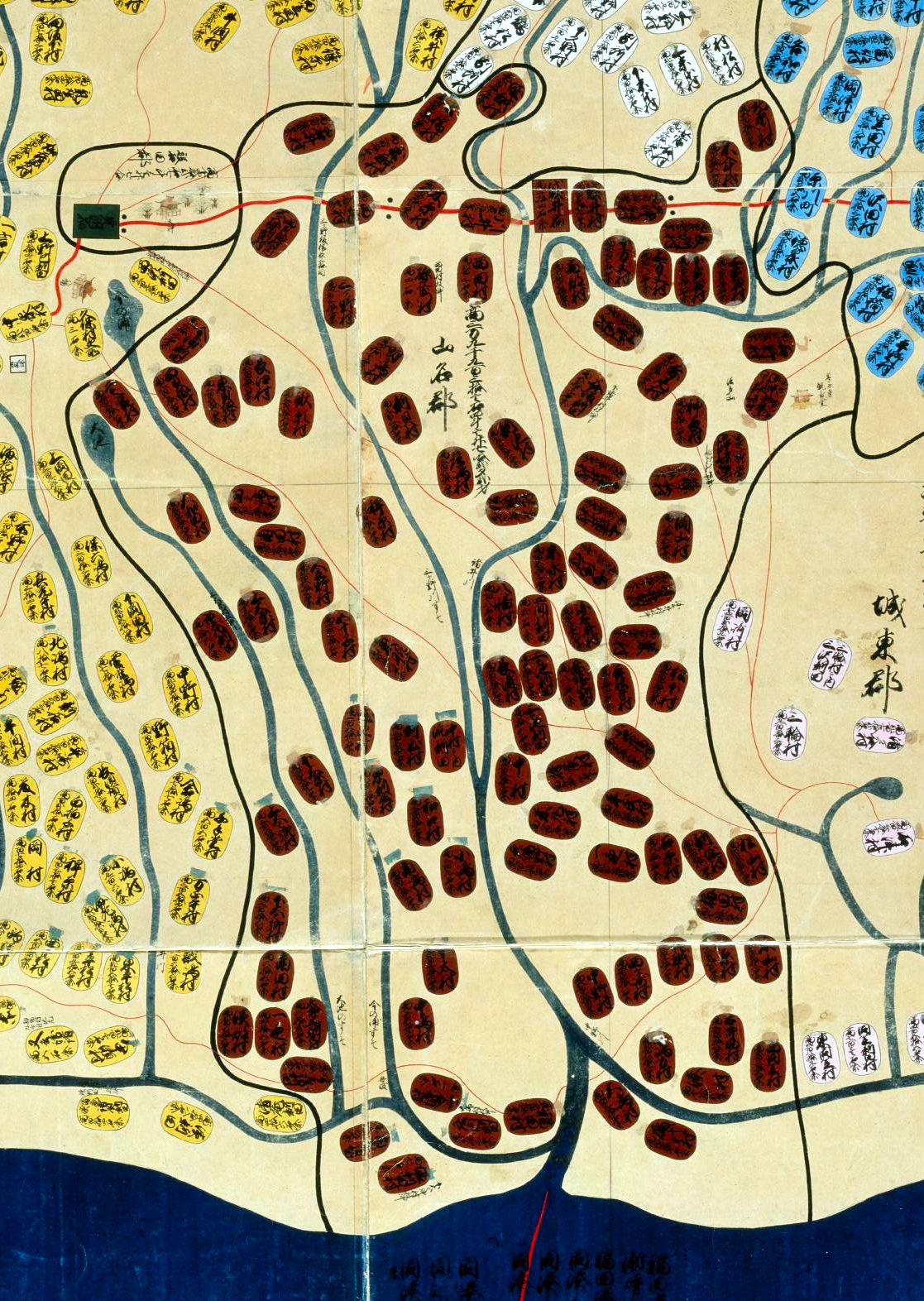
「遠江國」（『天保國繪圖』天保9年）。山名郡は紫色、隣接する豊田郡は黄色、磐田郡は深緑色、周智郡は白色、佐野郡は水色、城東郡は薄桃色で示されている。原図では東が上になっているが、90度右回転させて北を上にして表示している

- 慶応2年6月19日（1866年7月30日） - 白河藩主阿部正静が陸奥棚倉藩に転封され、白河藩領は二本松藩の預地となる。
- 慶応4年2月1日（1868年2月23日） - 阿部正静の白河藩復帰が決定するが、実行に至らず。
- 慶応4年5月24日（1868年7月13日） - 徳川宗家が駿河府中藩に転封される。これにともない遠江・駿河・伊豆国内での領地替えが実施され、幕府領・旗本領が消滅。
- 慶応4年9月5日（1868年10月20日） - 横須賀藩主西尾忠篤が安房花房藩に転封される。
- 明治元年11月7日（1868年12月20日） – 掛川藩主太田資美が上総柴山藩に転封される。
- 明治元年12月15日（1869年1月27日） - 白河藩領が天領となる。
- 明治初年（1宿105村）
  - 一之池新田が成立。
  - 市蔵新田を中泉村と上大原村に、四間川新田を八幡村と長溝村に、貫名村を上貫名村・下貫名村にそれぞれ分割合併。
  - 三ノ池新田を中野村に、孫左衛門新田を西田村に合併。
  - 今浦新田を磐田郡見附宿に合併。郡より離脱。
- 明治2年8月7日（1869年9月12日） - 府中藩が静岡藩に改称。
- 明治4年7月14日（1871年8月29日） - 廃藩置県により静岡県、堀江県の管轄となる。
- 明治4年11月15日（1871年12月26日） - 第1次府県統合により全域が浜松県の管轄となる。
- 明治6年（1873年）（1宿103村）
  - 赤尾村・高部村が合併して高尾村となる。
  - 小野田村・石野村が合併して愛野村となる。
- 明治7年（1874年） - 法多村が成立。（1宿104村）
- 明治8年（1875年）（1宿96村）
  - 石原村・平民村が合併して豊住村となる。
  - 下方丈村・下貫名村・上方丈村・袋井村・反所村・上貫名村が合併して広岡村となる。
  - 北原川村・久津部村・不入斗村および周智郡菅ヶ谷村が合併して山名郡国本村となる。
- 明治9年（1876年）（1宿69村）
  - 二ノ池新田・戸場野村・西ヶ崎村が合併して富里村となる。
  - 米丸村・八幡村が合併して浅岡村となる。
  - 持広村・小口市場村・岡山村・松下村・善能寺村が合併して浅名村となる。
  - 弥太井村・末永村・馬場村・篠ヶ谷村・柴村が合併して浅羽村となる。
  - 長江村・鍬影村・沢村・坊中村が合併して鎌田村となる。
  - 上諸井村・下諸井村・谷坂新田が合併して諸井村となる。
  - 神長村・法多村・宝野新田・菩提新田が合併して豊沢村となる。
  - 大和田村・下大原村・上大原村が合併して大原村となる。
  - 小島方村・雁代村・大島村が合併して豊浜村となる。
  - 松山村・東山村・梅田村が合併して梅山村となる。
  - 赤堀池新田を新堀村に合併。
- 明治9年（1876年）8月21日 - 第2次府県統合により静岡県の管轄となる。
- 明治12年（1879年）3月12日 - 郡区町村編制法の静岡県での施行により行政区画としての山名郡が発足。「磐田豊田山名郡役所」が磐田郡見附宿に設置され、磐田郡・豊田郡とともに管轄。

### 町村制以降の沿革

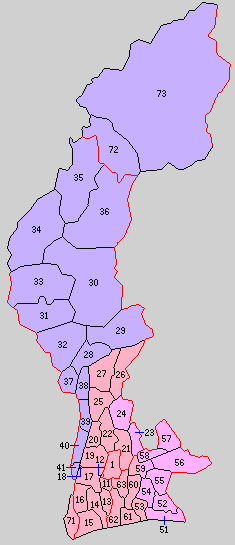
51.幸浦村 52.東浅羽村 53.豊浜村 54.西浅羽村 55.上浅羽村 56.笠西村 57.久努村 58.山名町 59.田原村 60.御厨村 61.福島村 62.於保村 63.西貝村（赤：磐田市 桃：袋井市 1は磐田郡 11 - 41は豊田郡 72・73は周智郡）

- 明治22年（1889年）4月1日 - 町村制の施行により、以下の町村が発足。（1町12村）
  - 幸浦村 ← 湊村、太郎助村、西堂笠村、城東郡寄木村（現・袋井市）
  - 東浅羽村 ← 松原村、梅山村、新堀村、初越村（現・袋井市）
  - 豊浜村 ← 中野村、豊浜村（現・磐田市）
  - 西浅羽村 ← 長溝村、中村、富里村、浅岡村、浅羽一色村、一ノ池新田（現・袋井市）
  - 上浅羽村 ← 浅羽村、豊住村、浅名村、諸井村（現・袋井市）
  - 笠西村 ← 愛野村、豊沢村、高尾村（現・袋井市）
  - 久努村 ← 広岡村［大部分］、国本村、周智郡村松村（現・袋井市）
  - 山名町 ← 川井村、袋井宿、西田村、土橋村、木原村、広岡村［一部］（現・袋井市）
  - 田原村 ← 新池村、松袋井村（現・袋井市）、彦島村（現・袋井市、磐田市）、三ヶ野村、玉越村、西島村、明ヶ島村（現・磐田市）
  - 御厨村 ← 鎌田村、新貝村、新出村、稗原村、東脇村、和口村、東新屋村、大立野村、東貝塚村、南島村、小島村、蛭池村（現・磐田市）
  - 福島村 ← 福田村、中島村、下太村、三ツ合新田、庄内新田（現・磐田市）
  - 於保村 ← 南田村、大原村、塩新田村、下大之郷村、宇兵衛新田、南田伊兵衛新田、浜部村、一色村、太郎馬新田、五十子村、豊田郡清庵新田（現・磐田市）
  - 西貝村 ← 西貝塚村［大部分］、上南田村、西ノ島村、磐田郡見附宿［一部］（現・磐田市）
  - 二ノ宮村が豊田郡中泉町の一部となる。
  - 上大ノ郷村が豊田郡天竜村の一部となる。
  - 岩井村が豊田郡向笠村の一部となる。
  - 堀越村が周智郡久努西村の一部となる。
- 明治27年（1894年）5月31日 - 御厨村の一部（東脇・新出・和口・東新屋・大立野・蛭池・南島・小島）が分立して南御厨村が発足。
- 明治29年（1896年）4月1日 - 郡制の施行のため、磐田郡・山名郡および豊田郡の大部分、長上郡の一部の区域をもって、新制の磐田郡が発足。同日山名郡廃止。

## 行政
磐田・豊田・山名郡長
| 代 | 氏名 | 就任年月日                | 退任年月日                | 備考                                                     |
| -- | ---- | ------------------------- | ------------------------- | -------------------------------------------------------- |
| 1  |      | 明治12年（1879年）3月12日 |                           |                                                          |
|    |      |                           | 明治29年（1896年）3月31日 | 磐田郡・豊田郡および長上郡の一部との合併により山名郡廃止 |